# Акантолимон
Акантоли́мон (лат. Acantholimon) — род деревянистых растений семейства Свинчатковые (Plumbaginaceae).

## Ареал
Виды рода Акантолимон встречаются в Европе, Центральной Азии и Юго-Западной Азии, Китае и Пакистане.

## Биологическое описание
Кустарнички, как правило, тернистые, часто почти шаровидные, ветвистые.
Листья обычно линейно-трёхгранные, шиловидные, иногда плоские и довольно широкие, почти всегда острые.
Соцветие — простой или разветвлённый колос, иногда метельчатые или колосовидные головки; чашечка воронковидная или трубчатая, лепестки немного сросшиеся у основания. Цветки сравнительно крупные — пурпурные, красные или розовые.

## Виды
Род ранее включал в себя около 190 или 200 видов.
По современным данным — 295 видов, в том числе:
- Acantholimon alaicum Czerniak. — Акантолимон алайский
- Acantholimon alatavicum Bunge — Акантолимон алатавский
- Acantholimon albertii Regel — Акантолимон Альберта
- Acantholimon alexandri Fed. — Акантолимон Александра
- Acantholimon araxanum Bunge — Акантолимон араксинский
- Acantholimon armenum Boiss. & A.Huet — Акантолимон армянский
- Acantholimon aulieatense Czerniak. — Акантолимон аулиеатинский
- Acantholimon avenaceum Bunge — Акантолимон овсовый
- Acantholimon balchanicum Korovin — Акантолимон балханский
- Acantholimon blandum Czerniak. — Акантолимон нежный
- Acantholimon borodinii Krasn. — Акантолимон Бородина
- Acantholimon bracteatum (Girard) Boiss. — Акантолимон прицветниковый
- Acantholimon caryophyllaceum Boiss. — Акантолимон гвоздичный
- Acantholimon compactum Korovin — Акантолимон плотный
- Acantholimon diapensioides Boiss. — Акантолимон диапенсиевидный
- Acantholimon ekatherinae (O.Fedtsch.) Czerniak. — Акантолимон Екатерины
- Acantholimon erinaceum (Jaub. & Spach) Lincz. — Акантолимон иглистый
- Acantholimon erythraeum Bunge — Акантолимон красноватый
- Acantholimon fetissovii Regel — Акантолимон Фетисова
- Acantholimon fominii Kusn. — Акантолимон Фомина
- Acantholimon gaudanense Czerniak. — Акантолимон гауданский
- Acantholimon glumaceum (Jaub. & Spach) Boiss. typus — Акантолимон плёнчатый
- Acantholimon gontscharovii Czerniak. — Акантолимон Гончарова
- Acantholimon hedinii Ostenf. — Акантолимон Гедина
- Acantholimon hissaricum Lincz. — Акантолимон гиссарский
- Acantholimon hohenackeri (Jaub. & Spach) Boiss. — Акантолимон Гогенакера
- Acantholimon karatavicum Pavlov — Акантолимон каратавский
- Acantholimon karelinii (Stschegl.) Bunge — Акантолимон Карелина
- Acantholimon knorringianum Lincz. — Акантолимон Кнорринг
- Acantholimon kokandense Bunge — Акантолимон кокандский
- Acantholimon komarovii Czerniak. — Акантолимон Комарова
- Acantholimon korolkovii (Regel) Korovin — Акантолимон Королькова
- Acantholimon korovinii Czerniak. — Акантолимон Коровина
- Acantholimon langaricum O.Fedtsch. & B.Fedtsch. — Акантолимон лянгарский
- Acantholimon laxum Czerniak. — Акантолимон рыхлый
- Acantholimon lepturoides (Jaub. & Spach) Boiss. — Акантолимон тонкохвостниковый
- Acantholimon lycopodioides (Girard) Boiss. — Акантолимон плауновый
- Acantholimon majewianum Regel — Акантолимон Маева
- Acantholimon margaritae Korovin — Акантолимон Маргариты
- Acantholimon mikeschinii Lincz. — Акантолимон Микешина
- Acantholimon minshelkense Pavlov — Акантолимон минжелкинский
- Acantholimon nikitinii Lincz. — Акантолимон Никитина
- Acantholimon nuratavicum Zakirov — Акантолимон нуратавский
- Acantholimon pamiricum Czerniak. — Акантолимон памирский
- Acantholimon parviflorum Regel — Акантолимон мелкоцветковый
- Acantholimon procumbens Czerniak. — Акантолимон распростёртый
- Acantholimon pskemense Lincz. — Акантолимон пскемский
- Acantholimon pterostegium Bunge — Акантолимон крылоприцветниковый
- Acantholimon pulchellum Korovin — Акантолимон хорошенький
- Acantholimon purpureum Korovin — Акантолимон пурпурный
- Acantholimon quinquelobum Bunge — Акантолимон пятилопастный
- Acantholimon raddeanum Czerniak. — Акантолимон Радде
- Acantholimon ruprechtii Bunge — Акантолимон Рупрехта
- Acantholimon sackenii Bunge — Акантолимон Сакена
- Acantholimon sahendicum Boiss. & Buhse — Акантолимон сахендский
- Acantholimon saravschanicum Regel — Акантолимон зеравшанский
- Acantholimon schemachense Gross — Акантолимон шемахинский
- Acantholimon squarrosum Pavlov — Акантолимон растопыренный
- Acantholimon strictum Czerniak. — Акантолимон торчащий
- Acantholimon tarbagataicum Gamajun. — Акантолимон тарбагатайский
- Acantholimon tataricum Boiss. — Акантолимон татарский
- Acantholimon tenuiflorum Boiss. — Акантолимон тонкоцветковый
- Acantholimon tianschanicum Czerniak. — Акантолимон тяньшанский
- Acantholimon titovii Lincz. — Акантолимон Титова
- Acantholimon varivtzevae Czerniak. — Акантолимон Варивцевой
- Acantholimon velutinum Czerniak. — Акантолимон бархатистый
- Acantholimon virens Czerniak. — Акантолимон зелёный
- Acantholimon zaprjagaevii Lincz. — Акантолимон Запрягаева

## В Красной книге
Из 14 видов в Казахстане три занесены в Красную книгу Казахстана: Acantholimon titovii, Acantholimon linczovskii[уточнить], Acantholimon tarbagataicum.